# Napoleon Zervas

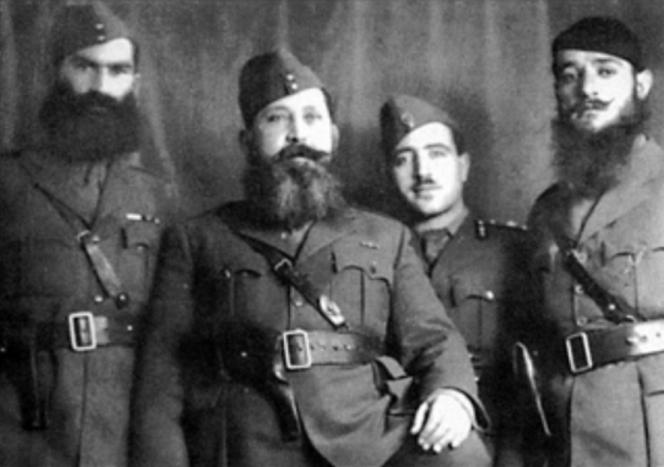
Napoleon Zervas im Kreis von Kampfgenossen

Napoleon Zervas (griechisch Ναπολέων Ζέρβας; * 17. Mai 1891 bei Arta; † 10. Dezember 1957 in Athen) war ein griechischer Offizier und Widerstandskämpfer während des Zweiten Weltkrieges. Zervas wurde in Arta, Epirus geboren und war souliotischer Abstammung. Er organisierte und leitete den EDES (griechisch Εθνικός Δημοκρατικός Ελληνικός Σύνδεσμος Ethnikos Dimokratikos Ellinikos Syndesmos, deutsch: Nationaler republikanischer griechischer Bund), eine Widerstandsorganisation gegen die deutsche Besetzung Griechenlands.
Vor dem Ersten Weltkrieg war Zervas auf der Athener Kadettenschule, von welcher er nach zwei Jahren, wegen Faulheit und Disziplinlosigkeit verwiesen wurde. 1916 schloss er sich Venizelos an und erhielt ein Offizierspatent. Zwischen 1916 und 1935 beteiligte er sich an jedem Putsch der Armee. 1920 wurde er Major und 1927, im Rang eines Obersts, aus der Armee entlassen. 1941 wurde er bei Gründung der EDES ihr militärischer Führer. Er baute sie als Alternative zu der kommunistisch-dominierten EAM / ELAS-Bewegung auf. Seine Tätigkeiten waren größtenteils auf Epirus beschränkt. Er wirkte jedoch auch bei der Sabotage der Gorgopotamos-Brücke mit, die die deutsche Unterstützungsroute zu Erwin Rommels Afrikakorps ernsthaft behinderte.
Nach der Befreiung war Zervas Mitglied im Kabinett von Dimitrios Maximos als Minister für öffentliche Ordnung sowie in Sophoklis Venizelos Kabinett als Arbeitsminister. Nachdem seine Truppen durch die kommunistischen Andarten angegriffen wurden, kamen Berichte über seine Kontakte mit der deutschen Besatzung ans Licht. Als Folge war Zervas gezwungen, seine politische Karriere aufzugeben. Außerdem wurde er durch linke Politiker beschuldigt, eine ethnische Säuberung an Çamen-Albanern vollzogen zu haben, von denen ein Teil als Vergeltung für ihre großteilige Zusammenarbeit mit den Nationalsozialisten, in denen Griechen verfolgt und getötet wurden aus dem Epirus nach Albanien vertrieben wurden, wobei es zu vielen Opfern auch unter der Zivilbevölkerung kam. Die EDES stand nach dem Krieg auf Seiten der Alliierten und führte auf deren Verordnungen Operationen gegen die Çamen durch. Verordnet wurden die Operationen durch die Alliierten vom Hauptquartier in Alexandria, Ägypten aus. Zahlreiche britische Offiziere dienten als Verbindungsoffiziere zur EDES, um die Operationen zu koordinieren.
In dem Dorf Neraida findet sich heute ein Denkmal von Napoleon Zervas, an dem jährlich sein Sieg über die deutschen Truppen in Neraida 1944 gefeiert wird. Ein kleines Denkmal steht auch im Park an der Platia Evangelikis Scholis in Athen.